# Fotobiologia
Fotobiologia (em inglês Photobiology) é a ciência responsável por fazer estudos sobre os efeitos da luz em seres vivos. Esta área também inclui o estudo da fotossíntese e efeitos da radiação ultravioleta.